# Централна банка
Централната банка е посредник между държавата и банките в дадена държава (или техен съюз).
Призвана е да регулира паричните и кредитните отношения чрез определени средства, установени от законодателството. Регулира количеството пари в икономиката. Тя е самостоятелна и независима институция и не функционира с цел печалба. Притежава монопол върху емисията на пари. Работи само с търговските банки, частни депозитни институции и правителството. Отговаря за валутните курсове и резерви.
Дейността на централните банки е един от подотраслите на паричното посредничество в Статистическата класификация на икономическите дейности за Европейската общност.

## Основни функции
- емитиране на банкноти и монети;
- провеждане на парично-кредитна политика;
- провеждане на валутна политика;
- рефинансиране на кредитно-банковите учреждения;
- регулиране дейността на кредитните учреждения;
- финансов агент на правителството.

## Някои централни банки
- Европейски съюз – Европейска централна банка
- Австрия – Централна банка на Австрия
- Белгия – Национална банка на Белгия
- Бразилия – Централна банка на Бразилия (Banco Central do Brasil, BCB)
- България – Българска народна банка (БНБ)
- Великобритания и Северна Ирландия – Английска банка (Bank of England, BoE)
- Германия – Федерална банка на Германия (Deutsche Bundesbank)
- Гърция – Централна банка на Гърция
- Дания – Национална банка на Дания (Danmarks_Nationalbank|Danmarks Nationalbank)
- Испания – Централна банка на Испания
- Италия – Централна банка на Италия
- Канада – Централна банка на Канада
- Северна Македония – Народна банка на Северна Македония (Народна банка на Република Македонија)
- Нидерландия – Централна банка на Нидерландия
- Полша – Централна банка на Полша
- Португалия – Централна банка на Португалия
- Румъния – Централна банка на Румъния
- Русия – Централна банка на Русия (Центральный банк Российской Федерации, Центробанк)
- САЩ – Система на Федералния резерв на САЩ
- СССР – Държавна банка на СССР (Государственный банк СССР, Госбанк)
- Сърбия – Централна банка на Сърбия
- Турция – Централна банка на Турция
- Франция – Централна банка на Франция (Banque de France)
- Швеция – Шведска банка
- Япония – Централна банка на Япония